# Bellinzona
Bellinzona (en italiano Bellinzona [bellinˈtsoːna], en latín Bilitio) es una ciudad suiza, capital del cantón del Tesino y del distrito de Bellinzona.

## Historia
La ciudad fue mencionada por primera vez con el nombre de Bilitio en un texto de Gregorio de Tours- (590), cuando ocurrió el encuentro entre una fracción de guerreros francos en dirección del paso de Lucomagno y los lombardos que habitaban en la fortaleza de Bellinzona:

Olo autem dux ad Bilitionem huius urbis castrum, in campis situm Caninis, inportunae accedens, iaculo sub papilla sauciatus, cecidit et mortuus est

de hecho, el comandante Olo, imprudentemente empujado debajo del castillo de Bellinzona, en el Campi Canini, resultó herido y murió 

Durante el alto Medioevo, Bellinzona se convirtió en un lugar de gran importancia entre Como y Milán, para entrar en la zona de influencia milanesa a partir del siglo XV. En la primera mitad del siglo XVI, siguiendo las complejas vicisitudes político-militares del ducado de Milán, Bellinzona fue cedida por los franceses a los confederados suizos. La ciudad será controlada como bailía (especie de colonia) hasta finales del siglo XVIII cuando Napoleón invade el territorio suizo, obligando la creación de dos cantones soberanos en el sur, los cantones de Bellinzona y Lugano, que luego se fusionarían en 1803 para dar vida al cantón del Tesino. 
Bellinzona fue escogida como capital cantonal, luego de varias décadas de rotación de ciudad capital entre Lugano y la propia Bellinzona. Actualmente, la ciudad es la sede del gobierno cantonal tesinés y del Tribunal Penal Federal. En este momento, se encuentra en discusión la posibilidad de fusión de la ciudad, con las comunas limítrofes del distrito, con la idea de obtener un mejor realce urbano y un mayor peso tanto a nivel cantonal como nacional, además de obtener mayores fuentes de financiamiento y reducir los costos administrativos de una región en caso de crisis económica.

## Geografía
Bellinzona se encuentra situada en el centro de cantón, justo a orillas del río Tesino. La localidad se encuentra en una posición privilegiada de pasos. De esta ciudad parten las rutas hacia los pasos de San Gotardo, Lucomagno, San Bernardino y Nufenen. Bellinzona está una altura de 238 metros sobre el nivel del mar, tiene una superficie de 19.84 km² y su población hasta diciembre del 2021 era de 44,530 habitantes. Limita al norte con la comuna de Gorduno, al este con Arbedo-Castione, al sur con Sant'Antonio, Pianezzo y Giubiasco, y al oeste con Monte Carasso.

## Transportes
Ferrocarril
Cuenta con una estación ferroviaria donde efectúan paradas de numerosos trenes de ámbito regional, de larga distancia e internacional, lo que garantiza unas buenas conexiones férreas con las principales ciudades suizas y las del norte de Italia como Milán.

## Residentes famosos
- Giorgio Orelli (1921-2013), poeta, traductor y profesor.

## Cultura

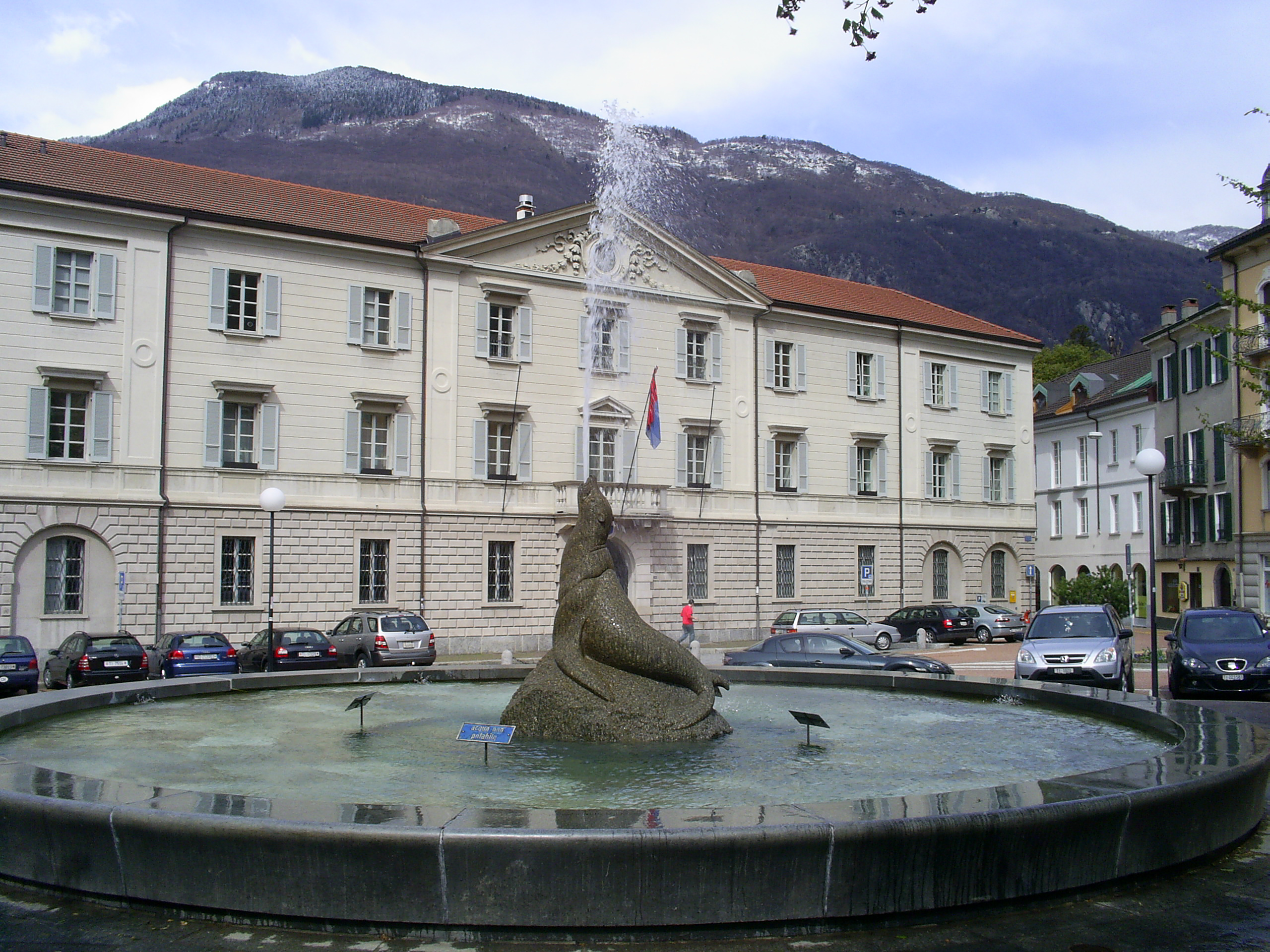
Palacio de gobierno del Cantón del Tesino.

Bellinzona es famosa por sus tres castillos: Castelgrande, Montebello y Sasso Corbaro, los cuales pertenecen desde el año 2000 al Patrimonio de la Humanidad de la Unesco, en conjunto con la muralla del antiguo burgo.

## Divisiones
La comuna de Bellinzona comprende las siguientes circunscripciones electorales:
- Centro Sud
- Centro Nord
- Daro (fracción)
- Carasso y Galbisio (fracción)
- Ravecchia (fracción)
- Semine
- Gerretta
- Pedemonte
- Artore (fracción)